# Coma Pregona (la Coma i la Pedra)
La Coma Pregona (també escrit Comapregona) és un ampli planell de terreny argilós al municipi de la Coma i la Pedra. Es troba a una altitud d'uns 1.700 metres al vessant sud del coll de la Moixa.